# Chute de Mogadiscio (2006)
Guerre civile somalienne
Batailles
- Force d'intervention unifiée
- Mogadiscio

Guerre civile somalienne (depuis 2006)
- Intervention militaire du Kenya
- 2e Kismaayo
- Buulo Mareer
- Lego
- Janale
- Al-Adde
- Halgan
- Kolbiyow

Attaques d'Al-Shabbaab au Kenya
- Westgate
- Garissa
- Nairobi

La chute de Mogadiscio est survenue le 28 décembre 2006 lorsque les militaires du gouvernement fédéral de transition (GFT) somalien et les troupes éthiopiennes sont entrés dans la capitale somalienne sans opposition. Cela fait suite à une série de victoires rapides du GFT et de l'armée éthiopienne contre l'Union des tribunaux islamiques (UTI), qui avait son siège à Mogadiscio avant de fuir vers le sud=.

## Contexte
L'Union des tribunaux islamiques (UTI) a été confinée à la capitale Mogadiscio après une série de pertes successives lors des batailles de Baidoa, Bandiradley, Beledweyne et enfin Jowhar. L'envoyé somalien en Éthiopie a confirmé que les troupes gouvernementales somaliennes soutenues par l'Éthiopie assiégeraient Mogadiscio jusqu'à ce qu'elle se rende, plutôt que d'attaquer la ville. « Nous n'allons pas nous battre pour Mogadiscio pour éviter des pertes civiles [...] Nos troupes encercleront Mogadiscio jusqu'à ce qu'elles se rendent », a-t-il déclaré aux journalistes à Addis-Abeba.
Les troupes de l'UTI ont abandonné leur caserne dans la ville de Balad, la dernière ville avant la périphérie de Mogadiscio. Les forces gouvernementales éthiopiennes et somaliennes, accompagnées de patrouilles à réaction éthiopiennes, se sont approchées à moins de 30 km de la ville. Les chefs de clan à Mogadiscio réfléchissaient à l'opportunité de soutenir les troupes gouvernementales qui avançaient vers la capitale. Cela préviendrait une éventuelle lutte longue et sanglante pour la capitale et porterait un coup dévastateur aux tribunaux islamiques. Des combattants islamiques ont été vus en train de retirer leurs uniformes et de revêtir des vêtements civils tandis que des femmes ont été aperçues dans les rues vendant du khat stimulant, interdit par les islamistes.
Des zones du nord de Mogadiscio auraient été envahies par des milices claniques qui ont rapidement changé d'allégeance et inversé la politique de l'UTI, permettant la vente ouverte du khat et la réouverture des cinémas. Les troupes de l'UTI se seraient cachées et il y avait des spéculations dans la capitale selon lesquelles Kismaayo tomberait bientôt.

## Démission des dirigeants de l'UTI
Alors que les combats approchaient de Mogadiscio, les islamistes ont rendu leurs armes aux clans de la capitale et les Hawiye, l'un des plus grands clans de Somalie, ont commencé à discuter d'une résolution pacifique avec le gouvernement intérimaire. La stabilité créée par les milices islamiques a également commencé à s'effondrer, les gens retournant chez eux et les bandits errant à nouveau dans les rues. Les combats ont commencé tôt le 27 au district de Yaqshid, un district du nord de Mogadiscio, alors que des milices claniques tentaient de faire une descente dans un entrepôt d'armes. Les milices claniques, qui avaient été désarmées par l'UTI, semblaient tenter de se réarmer en vue du retour des seigneurs de guerre associés au gouvernement. Abdirahman Dinari, porte-parole du TFG, a déclaré qu'il s'agissait d'une minorité de milices et qu'elles seraient "traitées" une fois qu'elles auraient pris le contrôle de la ville. La plupart des entreprises avaient fermé le 28, les propriétaires attendant les développements.
Les principaux dirigeants de l'UTI, dont Cheikh Hassan Dahir Aweys, Cheikh Sharif Sheikh Ahmed et Cheikh Abdirahman Janaqow, ont démissionné en prévision du siège. Leur communiqué de presse officiel a appelé les combattants de l'UTI à sécuriser les zones dans lesquelles ils étaient stationnés et a exprimé leur regret que des puissances étrangères aient envahi le pays et que la Somalie revienne au chaos.

## Prise de contrôle par le gouvernement
Le 28 décembre, le porte-parole du TFG, Abdirahman Dinari, a prudemment exprimé : « Nous prenons le contrôle de la ville et je confirmerai lorsque nous aurons établi un contrôle complet… Nos forces contrôlent déjà effectivement Mogadiscio parce que nous avons pris le contrôle des deux points de contrôle sur les routes principales à l'extérieur de la ville… En deux à trois heures, nous capturerons toute la ville. » Il a également ajouté que le gouvernement contrôlait 95 % du pays, mais qu'un état d'urgence serait imposé pour ramener la loi et l'ordre dans le pays. Un député exubérant, Mohamed Jama Fuurah, a appelé Reuters depuis le port de Mogadiscio en disant : « Le gouvernement a pris le contrôle de Mogadiscio. Nous sommes maintenant aux commandes. Les milices pro-gouvernementales auraient le contrôle de lieux clés, dont l'ancien palais présidentiel. »
Ali Gedi, le Premier ministre du gouvernement de transition, a déclaré que les troupes gouvernementales somaliennes étaient entrées à Mogadiscio sans résistance, ainsi que dans la ville d'Afgooye à sa périphérie. Mohamed Jama Furuh, député et ancien chef de guerre, a pris le contrôle du port maritime de Mogadiscio au nom du gouvernement, une zone qu'il contrôlait avant la montée de l'UTI en tant que chef de guerre. Le président, Abdullahi Yusuf, a affirmé que les troupes du GFT n'étaient pas une menace pour les citadins, bien qu'il y ait eu des rapports de coups de feu dans la ville.
Le 29 décembre, Gedi est entré dans la ville après des consultations avec les chefs de clan de la périphérie. Il a été reçu par des foules en liesse et des manifestations anti-éthiopiennes.
Environ 3 000 combattants de l'UTI ont fui vers la ville portuaire de Kismaayo, leur dernier bastion restant, à 500 km au sud. À Kismayo, le chef exécutif de l'UTI, Sharif Sheikh Ahmed était provocant, « Nous ne fuirons pas nos ennemis. Nous ne quitterons jamais la Somalie. Nous resterons dans notre patrie. »

## Conséquences
Le 31 décembre, à Mogadiscio, un missile visant les troupes éthiopiennes a percuté une zone résidentielle, tuant une femme et blessant un homme et leur fille. En outre, une explosion s'est produite vers 21 h 0, heure locale, à l'hôtel Ramadan dans le district de Yaqshid, ancien siège de l'UTI. Deux personnes ont été blessées. On a émis l'hypothèse que la cible aurait pu être les troupes éthiopiennes qui avaient pris le contrôle de l'hôtel.